# اینگرید دوبیشی
اینگرید دوبیشی (به فرانسوی: Ingrid Daubechies) (زاده ۱۷ اوت ۱۹۵۴) فیزیکدان و ریاضیدان بلژیکی است. او اولین زنی است که به ریاست اتحادیه بین‌المللی ریاضی درآمده است (۲۰۱۱-۲۰۱۴). او بیشتر به دلیل کارهایی را که با موجک بر روی فشرده‌سازی تصویر انجام داده شناخته شده‌است.